# China Sonangol
China Sonangol International Holding Ltd. (früher China Sonangol Resources Enterprises Ltd.) ist ein angolanisch-chinesisches Joint-Venture-Unternehmen und eine Investition-Holding, offiziell registriert in Bermuda, jedoch mit Sitz in Hongkong.

## Strategische Allianz China-Angola
Die Ascent Goal Investments Ltd., eine Tochter der China Sonangol International Limited, hält über 70 Prozent der Geschäftsanteile. Die genannten Gesellschaften stehen unter dem Verdacht, verdeckte Staatsfirmen zu sein, die Investitionen für die Volksrepublik China tätigen, da “Schlüsselpersonen Verbindungen zu chinesischen staatseigenen Unternehmen und Behörden haben.” Die US-China Economic & Security Review Commission veröffentlichte im Juli 2009 einen Bericht, dem zufolge diese Unternehmen einen Teil der "88 Queensway Group" bilden, benannt nach der Hongkong-Adresse für die Zentrale der meisten Tochtergesellschaften. Sie wird von der US-Regierung verdächtigt, nichts anderes als ein Dachunternehmen für geheimdienstliche Tätigkeiten der Volksrepublik China zu sein.
Es gibt derzeit nur Verdachtsmomente, dass die China Sonangol Resources Enterprise im überwiegenden Eigentum der Volksrepublik China steht. Auf der anderen Seite sprechen für den Verdacht maßgeblicher staatlicher Einflussnahme der Umstand, dass die Vorsitzende Lo Fong Hung zudem Direktor der Sonangol Sinopec International Ltd. (eines Joint Ventures zwischen den staatlichen Ölgesellschaften Sinopec Chinas und der Sonangol-Gruppe Angolas) und des China International Fund Ltd. ist.
Das Unternehmen hat sich darauf spezialisiert, die Erschließung und Ausbeutung von in der Natur vorkommenden Bodenschätzen, vor allem wichtigen Metallen, zu verfolgen. Vorsitzende und Geschäftsführerin ist seit März 2011 Lo Fong Hung.
China Sonangol Resources Enterprise wird an der Hong Kong Stock Exchange gelistet. Der Kapitalwert des Unternehmens beträgt 995 Mio. Hongkong-Dollar. Das staatliche angolanische Erdölunternehmen Sonangol ist an dieser Holding beteiligt.
Die Hauptaktivitäten der Gesellschaft und ihrer Tochtergesellschaften sind Marketing und Vertrieb von Uhren und andere Office-Produkte sowie die Bereitstellung von Management-Dienstleistungen im Zusammenhang mit dem Ölhandel und Bergbau, Verkauf und Vertrieb von Kohle. Am 3. Juli 2009 schloss das Unternehmen den Erwerb von 51 % der Anteile der im Bergbau tätigen Star Fortune International Investment Co. Ltd ab. Das Unternehmen betreibt den Verkauf und Vertrieb von Kohle in der Volksrepublik China.
Inzwischen wurde die China Sonangol Resources Enterprises Ltd. in Nan Nan Resources Enterprise Limited umbenannt.